# Лекланше, Жорж
Жорж Лекланше (фр. Georges Leclanché; 9 октября 1839, Париж — 14 сентября 1882, Фужер) — французский инженер, изобретатель гальванического элемента, названного его именем.

## Биография
Родился в семье министра Леопольда Лекланше. Вскоре после революции 1848 г. его семья была вынуждена эмигрировать в Англию. Учился в школе в Англии, во Францию вернулся в 1856 году для поступления в Центральную школу искусств и мануфактур в Париже, которую окончил в 1860 году с квалификацией инженера.
Далее он работал на железной дороге (фр. Compagnie des chemins de fer de l’Est), занимаясь исследованиями в области электротехники гальванических элементов, в первую очередь, на основе карбоната меди.
В 1863 году, во время очередного политического кризиса, он эмигрирует из Франции и поселяется в Бельгии, в Брюсселе, где создает небольшую лабораторию в сарае. 8 января 1866 года он создает свою первую батарею — на основе карбоната меди, а позднее в ходе исследований изобретает по-настоящему эффективный марганцево-цинковый элемент.
Его изобретение участвует в 1867 году во Всемирной выставке в Париже и внедряется на бельгийских телеграфных сетях и железных дорогах Нидерландов.
После окончания Франко-Прусской войны Лекланше вернулся во Францию и переехал в Париж, где вместе с Эрнестом Барбье основал фабрику электрических батарей. Талантливый изобретатель умер в 1882 году в возрасте 42 лет от рака гортани, а основанное им дело унаследовали его брат Морис и племянник Макс.
Именем Лекланше была названа улица в Париже.